# Tadeusz Ulatowski
Tadeusz Ulatowski (Łódź, 28 marzo 1923 – Varsavia, 29 gennaio 2012) è stato un cestista e allenatore di pallacanestro polacco.

## Carriera
Ha disputato gli Europei del 1947 con la Polonia.

## Palmarès

### Allenatore
- Campionato polacco: 2

Legia Varsavia: 1955-56, 1956-57